# Campionatul Mondial de Scrimă din 1958
Campionatul Mondial de Scrimă din 1958 s-a desfășurat la Philadelphia, Statele Unite.

## Rezultate

### Masculin
| Probă                 | Aur | Argint                                                                    | Bronz |
| Spadă la individual   | Bill Hoskyns (GBR)                                                                                              | Edoardo Mangiarotti (ITA)                                                 | Arnold Cernușevici (URS)                                                                                 |
| Spadă pe echipe       | Italia Edoardo Mangiarotti Franco Bertinetti Giuseppe Delfino Gianluigi Saccaro Carlo Pavesi Alberto Pellegrino | Ungaria · Lajos Balthazár · Árpád Bárány · Tamás Gábor · István Kausz     | Franța Daniel Dagallier Jacques Guittet Maurice Huet Gérard Lefranc Armand Mouyal René Queyroux          |
| Floretă la individual | Giancarlo Bergamini (ITA)                                                                                       | Ferenc Czvikovszky (HUN)                                                  | Bernard Baudoux (FRA)                                                                                    |
| Floretă pe echipe     | Franța Claude Bancilhon Bernard Baudoux Roger Closset Christian d'Oriola Jacques Guittet Claude Netter          | Uniunea Sovietică Mark Midler Iuri Rudov Iuri Sisikin Gherman Sveșnikov   | Italia Giancarlo Bergamini Mario Curletto Edoardo Mangiarotti Alberto Pellegrino Antonio Spallino        |
| Sabie la individual   | Iakov Rîlski (URS)                                                                                              | David Tîșler (URS)                                                        | Jerzy Twardokens (POL)                                                                                   |
| Sabie pe echipe       | Ungaria · Aladár Gerevich · Zoltán Horváth · Rudolf Kárpáti · Pál Kovács · Tamás Mendelényi                     | Uniunea Sovietică Lev Kuznețov Umiar Mavlihanov Iakov Rîlski David Tîșler | Polonia Jerzy Pawłowski Wojciech Zabłocki Zygmunt Pawlas Andrzej Piątkowski Emil Ochyra Jerzy Twardokens |

### Feminin
| Probă                 | Aur | Argint                                                                 | Bronz                                                                  |
| Floretă la individual | Valentina Rastvorova (ITA)                                                                                  | Emma Efimova (URS)                                                     | Ildikó Rejtő (HUN)                                                     |
| Floretă pe echipe     | Uniunea Sovietică Galina Gorohova Emma Efimova Valentina Rastvorova Valentina Prudskova Aleksandra Zabelina | RFG Astrid Berndt Helmi Höhle Ilse Keydel Helga Volz-Mees Heidi Schmid | Franța Kate Delbarre Renée Garilhe Françoise Mailliard Régine Veronnet |

## Clasament pe medalii
| Loc | Țară              | Aur | Argint | Bronz | Total |
| --- | ----------------- | --- | ------ | ----- | ----- |
| 1   | Uniunea Sovietică | 3   | 4      | 1     | 8     |
| 2   | Italia            | 2   | 1      | 1     | 4     |
| 3   | Ungaria           | 1   | 2      | 1     | 4     |
| 4   | Franța            | 1   | 0      | 3     | 4     |
| 5   | Marea Britanie    | 1   | 0      | 0     | 1     |
| 6   | RFG               | 0   | 1      | 0     | 1     |
| 7   | Polonia           | 0   | 0      | 2     | 2     |